# آري باروسو

آري باروسو

آري باروسو (Ary Barroso) أو آري إيفانغيليستا باروسو (7 نوفمبر 1903 في ضواحي ميناس جيرايس - 9 فبراير 1964 في ريو دي جانيرو) كان مراسل رياضة، وواحد من أكثر الملحنين والمغنين الأكثر شعبية في البرازيل في فترة الأربعينات والخمسينات من القرن الماضي.

## حياته
درس باروسو البيانو الكلاسيكي، ثم عمل كشاب في أوركسترا رقص في ريو دي جانيرو للحصول على النقود من أجل زواجه. ألف أغنية «دا نيلا» لتقديمها في مهرجان الأغنية في كرنفال عام 1930 في ريو. فازت هذه الأغنية بالجائزة الأولى وأصبح باروسو ملحن منتظم لمسيرات الكرنفال والسامبا. ألف وكتب المئات عن من السامبا والقصص أيضًا، وبشكل كبير للمغنية البرازيلية كارمن ميراند.
ألف باروسو عام 1939 أغنيته المعروفة أكواريلا دو برازيل، وفي عام 1941 سمع هذه الأغنية المنتج الأمريكي الراحل والت ديزني لدى أحد زياراته للبرازيل، وقرر أن يتخذها في الفيلم الكرتوني ثلاثة أصدقاء في حمى السامبا. رُشح باروسو عام 1944 لجائزة الأوسكار.
دعا والت ديزني باروسو للمجيء إلى هوليوود لكنه رفض هذا العرض. لكن مع ذلك قدم لديزني العديد من الأعمال الموسيقية بشكل متواصل، مثل المقطوعة (باهيا - Bahia) وغيرها.
توفي آري باروسو عام 1964 إثر تلف في الكبد.

## وصلات خارجية
- آري باروسو على موقع IMDb (الإنجليزية)
- آري باروسو على موقع ميوزك برينز (الإنجليزية)
- آري باروسو على موقع إن إن دي بي (الإنجليزية)
- آري باروسو على موقع أول ميوزيك (الإنجليزية)
- آري باروسو على موقع ديسكوغز (الإنجليزية)
- آري باروسو على موقع قاعدة بيانات الفيلم (الإنجليزية)
- فهرس أعمال آري باروسو مع النص